# Hakpis
Hakpis(sa), Hakmis(sa) – miasto hetyckie w północno-centralnej Anatolii. Jego dokładne położenie nie jest znane, ale przypuszcza się, że leżeć musiało gdzieś w okolicach współczesnego tureckiego miasta Çorum. 
Hakpis nabrało znaczenia w XV w. p.n.e., kiedy to przeniesione tu zostały kulty hetyckich bóstw ze świętego miasta Nerik, które znalazło się pod kontrolą Kasków. Na początku XIII w. p.n.e. hetycki król Muwatalli II uczynił Hakpis stolicą północnej części państwa hetyckiego, przekazując kontrolę nad całym tym regionem swemu bratu Hattusili (późniejszemu królowi Hattusili III), który powstrzymać miał najazdy Kasków i odzyskać zagrabione przez nich ziemie. Hattusili wywiązał się z tego zadania, a następnie wspomógł swego brata w bitwie pod Kadesz dowodząc hetyckimi wojskami pochodzącymi z Hakpis. Po śmierci Muwatalli II zaczął narastać konflikt pomiędzy Hattusili a Urhi-Teszupem, nowym królem i jego bratankiem. Po tym jak Urhi-Teszup odebrał swemu wujowi kontrolę nad miastami Hakpis i Nerik, konflikt ten przerodził się w otwartą wojnę. Zwycięsko wyszedł z niej Hattusili, który obalił Urhi-Teszupa i samemu przejął hetycki tron. Wkrótce po przejęciu władzy Hattusili wyznaczył swego syna, przyszłego króla Tudhaliję IV, na gubernatora Hakpis.